# Paronychia echinulata
Paronychia echinulata är en nejlikväxtart som beskrevs av Arthur Oliver Chater. Paronychia echinulata ingår i släktet prasselörter, och familjen nejlikväxter.

## Underarter
Arten delas in i följande underarter:
- P. e. echinulata
- P. e. rouyana